# Michel Carrier
Pour les articles homonymes, voir Carrier (homonymie).
Michel Carrier, né le 2 octobre 1906 à Oyonnax et décédé le 5 janvier 1981 à Nantua, est un homme politique français.

## Biographie
Michel Carrier est le premier d'une fratrie de 15 enfants, issus de l'union de Vital Carrier, négociant en bestiaux à Brénod, et de son épouse Octavie Vailloud.
Lui-même exploitant agricole, il a été député de l'Ain de 1969 à 1973 puis de 1976 à 1978, étant suppléant de Marcel Anthonioz (il le remplace à la suite de sa nomination au gouvernement en 1969 puis à la suite de son décès en 1976). Il a également été conseiller général du canton de Brénod.
Il est le grand-oncle de l'autrice  Gaëlle Heureux.

### Mandats
- Député de l'Ain : 1969 à 1973 puis 1976 à 1978.

- Conseiller général du canton de Brénod : 1958 à 1980.